# Bulbophyllum mirandaianum
Bulbophyllum mirandaianum là một loài phong lan thuộc chi Bulbophyllum.